# Don Eversoll
Don Eversoll (* 23. August 1912 in Kalifornien; † November 1983) war ein US-amerikanischer Badmintonspieler. Sein letzter Wohnort war Las Vegas.

## Karriere
Don Eversoll gewann bei den 1937 erstmals ausgetragenen offenen US-Meisterschaften den Titel im Herrendoppel mit Chester Goss. Ein Jahr später unterlagen beide im Finale gegen Hamilton Law und Richard Yeager.

## Sportliche Erfolge
| Saison | Veranstaltung | Disziplin    | Platz | Name                        |
| ------ | ------------- | ------------ | ----- | --------------------------- |
| 1937   | US Open       | Herrendoppel | 1     | Don Eversoll / Chester Goss |
| 1938   | US Open       | Herrendoppel | 2     | Don Eversoll / Chester Goss |

## Referenzen
- http://ssdmf.info/by_birthdate/19120823.html

| Personendaten    | Personendaten                      |
| ---------------- | ---------------------------------- |
| NAME             | Eversoll, Don                      |
| KURZBESCHREIBUNG | US-amerikanischer Badmintonspieler |
| GEBURTSDATUM     | 23. August 1912                    |
| GEBURTSORT       | Kalifornien                        |
| STERBEDATUM      | November 1983                      |